# 萬一你是個好人
萬一你是個好人是香港歌手林家謙的單曲，於2023年4月28日由數位發行，MV於5月8日推出。

## 製作
這首歌曲是林家謙的創作，主旋律為C大調，適合緩慢吟唱的3拍子，節奏112BPM，歌詞由黃偉文填寫，描述主角似因心傷對人際關係邊界表現出的不安，謹慎調控理想距離但又渴望真誠關係，然而不斷反問自己，如果誤會了這份心意呢、能不能卸下自我保護，嘗試打開心門、即使可能再受一次傷。下一首由林夕填詞的怪我只敢做好人似乎延續回應著這個掙扎，內心回繞到最後怪自己「好人」。
這首單曲的封面和MV，用了衛星規律環繞土星運行象徵人際關係，行星之於衛星，保持最合適的引力距離，衛星不會被土星毀滅，如月亮永遠保持同一個面繞著行星，也能在星球上的夜晚裡被仰望，MV影像設計及動畫全由Weslyn Ho包辦負責完成，衛星的意象代表「我」。

## 資料來源
1. ↑  . 903專業推介. 2023-06-10  [2025-02-25].
2. ↑  林家謙 Terence Lam [@terencelam0903]. . 2023-04-27  [2025-03-08] –Instagram （中文（香港））.
3. ↑  Cusson, Michael. . Billboard. 2022-02-15  [2024-04-02]. （原始内容存档于2023-05-14） （英语）.
4. ↑  . SONG BPM.   [2025-02-26] （英语）.
5. ↑  . 香港01. 2023-05-07  [2024-04-02]. （原始内容存档于2023-11-12） （中文（香港））.
6. ↑  . 虛詞. 2023-06-27  [2025-02-26] （中文（香港））.
7. ↑  . 虛詞. 2023-09-20  [2025-02-24] （中文（香港））.
8. ↑  . Esquire HK. 2023-06-01  [2025-02-26] （中文（香港））.
9. ↑  . 明报新闻网. 2023-06-09  [2025-02-24] （中文（简体））.